# Finlandia en los Juegos Olímpicos de Pekín 2022
Finlandia estuvo representada en los Juegos Olímpicos de Pekín 2022 por un total de 95 deportistas que competirán en 9 deportes. Responsable del equipo olímpico es el Comité Olímpico Finlandés, así como las federaciones deportivas nacionales de cada deporte con participación.
El portador de la bandera en la ceremonia de apertura fue el jugador de hockey sobre hielo Valtteri Filppula.

## Medallistas
El equipo olímpico finlandés obtuvo las siguientes medallas:
| Nombre                  | Deporte            | Competición            |
| ----------------------- | ------------------ | ---------------------- |
| Oro                     |                    |                        |
| Iivo Niskanen           | Esquí de fondo     | 15 km M                |
| Equipo                  | Hockey sobre hielo | Torneo M               |
| Plata                   |                    |                        |
| Iivo Niskanen Joni Mäki | Esquí de fondo     | Velocidad por equipo M |
| Kerttu Niskanen         | Esquí de fondo     | 10 km F                |
| Bronce                  |                    |                        |
| Iivo Niskanen           | Esquí de fondo     | 30 km M                |
| Krista Pärmäkoski       | Esquí de fondo     | 10 km F                |
| Kerttu Niskanen         | Esquí de fondo     | 30 km F                |
| Equipo                  | Hockey sobre hielo | Torneo F               |